# Tiksi

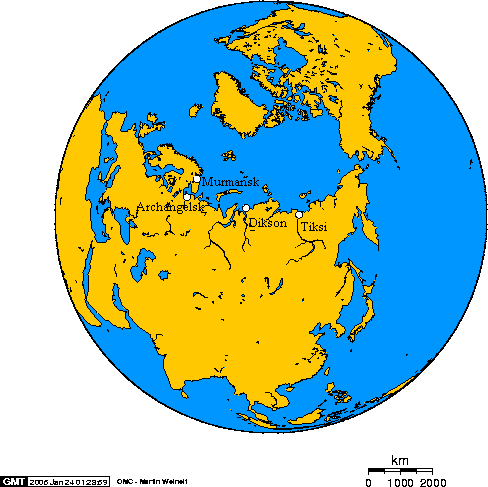
Murmansk, Archangelsk, Dikson, Tiksi, Oceano Árctico

Tiksi (em russo:  Тикси) é um porto em Bulunsky Ulus, na República de Sakha (Iacútia), no norte da Rússia, e situado na costa do Oceano Ártico. É uma das principais portas de acesso ao Mar de Laptev. É servido pelo Aeroporto de Tiksi, e agregou outros projetos de construção militar durante a Guerra Fria , nos aeródromos de Tiksi Norte e Tiksi Ocidente. 
A partir do Censo 2010, sua população foi de 5.063 habitantes.
População: 5100 (estimativa de 2004); 5873 (Censo de 2002); 11649 (Censo de 1989). É uma das localidades mais setentrionais do mundo.

## História
Em agosto de 1901 o  navio ártico russo Zarya explorou todo o Mar de Laptev, procurando a lendária Terra de Sannikov (Zembla Sannikova), mas foi bloqueado por um iceberg nas Ilhas da Nova Sibéria. Durante 1902 as tentativas de chegar à Terra de Sannikov continuaram enquanto Zarya estava preso no mar gelado. Saindo do navio, o explorador do Árctico russo, Barão Eduard Toll e três companheiros desapareceram para sempre, em Novembro de 1902, durante uma viagem da Ilha Bennett para o sul. 

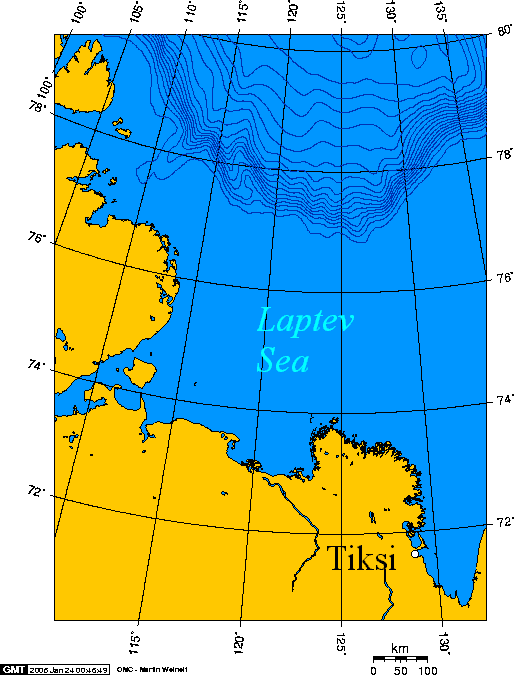
Tiksi, no mar de Laptev

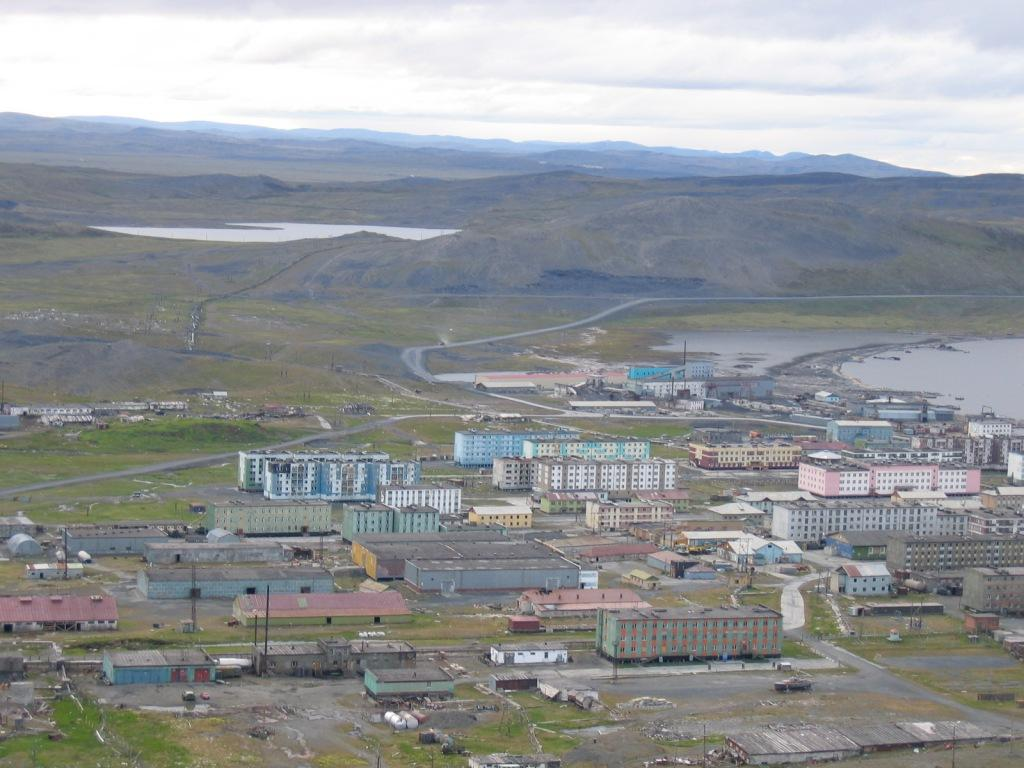
Vista de Tiksi (2007)

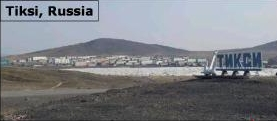
Tiksi

Zarya foi finalmente atracado perto de Ilha de Brusneva na Baía de Tiksi (Bukhta Tiksi), para nunca mais deixar o local. Os membros restantes da expedição regressaram a São Petersburgo, enquanto o Capitão Matisen foi para Yakutsk. 